# Iulian Boldea
Iulian Boldea (n. 2 martie 1963, Luduș, Mureș) este un critic, istoric literar, eseist, poet și profesor universitar român. A absolvit Facultatea de Filologie a Universității „Babeș-Bolyai” din Cluj-Napoca (1989) obținând doctoratul în filologie în 1996. A fost redactor și redactor șef-adjunct al revistei Echinox (1987-1989). În prezent este profesor de literatura română la Universitatea „Petru Maior” din Târgu-Mureș, decan al Facultății de Științe și Litere și conducător de doctorat în cadrul Școlii doctorale de Studii literare a universității târgumureșene. E unul dintre redactorii revistei Vatra și conduce revista Studia Universitatis „Petru Maior”. Philologia, precum și jurnalul electronic Journal of Romanian Literary Studies. A publicat trei volume de poezie și mai multe cărți de critică literară și eseu. Printre titlurile care l-au consacrat se numără: Fața și reversul textului (I.L. Caragiale și Mateiu I. Caragiale); Ana Blandiana; Vârstele criticii; Istoria didactică a poeziei românești; Teme și variațiuni. Iulian Boldea e Membru al Uniunii Scriitorilor din România și al Asociației Române de Istoria Presei (ARIP).

## Biografie și studii
După încheierea studiilor gimnaziale, efectuate în orașul natal, urmează cursurile Liceului teoretic “Al. Papiu Ilarian” din Târgu-Mureș, liceu absolvit în anul 1981. În anul 1985 devine student al Facultății de Filologie din Cluj-Napoca, secția română-franceză. În cursul studiilor universitare participă la mai multe Sesiuni științifice studențești naționale, obținând trei premii I și un premiu II. De asemenea, a participat mai mulți ani la rând la Colocviul național studențesc “Mihai Eminescu”, unde a obținut de asemenea câteva distincții importante. Diploma de licență o obține în anul 1989, cu o teză despre poezia eminesciană, coordonată de Ioana Em. Petrescu. În anul 1996 devine doctor în filologie, cu o teză intitulată ”Fața și reversul textului (I.L. Caragiale și Mateiu I. Caragiale)”.

## Cariera profesională
În anul 1990 devine, prin concurs, profesor la Liceul teoretic “Al. Papiu Ilarian”, iar un an mai târziu îndeplinește funcția de șef de catedră. Cariera sa universitară începe în anul 1994, când devine cadru didactic asociat (lector și apoi conferențiar) la Universitatea Ecologică “Dimitrie Cantemir” din Târgu-Mureș, iar apoi la Universitatea de Artă Teatrală din același oraș. A participat la numeroase simpozioane, sesiuni de comunicări și mese rotunde pe teme de literatură română. 
În anul 1997 devine lector, iar din 1999 conferențiar la Universitatea “Petru Maior” din Târgu-Mureș, unde îndeplinește mai multe funcții de conducere: șef de catedră (1998-1999), apoi prodecan al Facultății de Științe și Litere (1999 - 2004). Din anul 2000, a participat, în calitate de referent, la mai multe comisii de doctorat, la Facultatea de Litere a Universității „Babeș-Bolyai” din Cluj-Napoca, precum și la numeroase comisii de concurs pentru ocuparea unor posturi didactice, la Universitatea „Petru Maior”. Din anul 2002 este profesor univ. dr. la Universitatea „Petru Maior” din Târgu-Mureș, iar din anul 2004 îndeplinește funcția de decan al Facultății de Științe și Litere. Începând din anul 2005 este director al Centrului de critică și istorie literară Modernitate și postmodernitate în literatura română a secolului XX, centru acreditat de Consiliul Național al Cercetării Științifice din Învățământul Superior și, totodată, expert-evaluator în cadrul Consiliului Național al Cercetării Științifice din Învățământul Superior, în domeniul Limba și literatura română și Literatura comparată. Din anul 2007, este expert-evaluator ARACIS, în domeniul Limba și literatura română. E membru în Consiliul Național de Atestare a Titlurilor, Diplomelor și Certificatelor Universitare (CNATDCU), expert evaluator ANCS. De asemenea, tot din anul 2007, prin Ordinul Ministrului Educației, Cercetării și Tineretului nr. 1071 din 15.05.2007, este conducător de doctorat în domeniul Filologie, la Școala doctorală de Studii literare din cadrul Universității „Petru Maior”. Coordonează un număr de 8 doctoranzi în stagiu. Un număr de zece doctoranzi ai săi și-au susținut, până în prezent, tezele de doctorat (confirmate de CNATDCU).
Din anul 1985 până acum a îndeplinit funcții în colectivele de redacție ale unor reviste culturale; între 1986-1989 a fost redactor și redactor-șef adjunct al revistei Echinox iar în prezent este redactor al revistei Vatra, redactor-șef al revistei Târnava și redactor-șef al revistei Studia Universitatis „Petru Maior”, Series Philologia, revistă acreditată CNCS, categoria B și indexată în numeroase baze de date internaționale. Face parte din colegiul de redacție al revistelor: Anuarul Institutului de Cercetări Socio Umane „Gheorghe Șincai” al Academiei Române din Târgu-Mureș, Limba română (Chișinău, Republica Moldova), Libraria, Târgu-Mureș, Analele Universității din Oradea, Fascicula Limba și Literatura Română (ALLRO), LitArt, Târgu-Mureș.
De-a lungul timpului a publicat poezii, studii, eseuri critice și cronici literare în majoritatea revistelor de cultură din țară: “România literară”, „Caiete critice”, „Contemporanul”, „Orizont”, „Viața Românească”, „Ramuri”, „Limba română” (Chișinău), „Convorbiri literare”, „Cuvântul”, „Contrafort” (Chișinău), "Echinox", "Vatra", "Steaua", "Luceafărul", "Tribuna", "Familia", "Euphorion", "Dacia literară", "Poesis", "Tomis" "Astra", „Observator cultural”, „Tabor”, „Mozaicul”, „Poezia”, „Arca”, „Antiteze”, "Târnava" etc. Din anul 2006 este membru în Comitetul de conducere al Uniunii Scriitorilor din România, filiala Mureș. A fost membru în juriul de nominalizare a Premiilor USR (2012). De asemenea, este președintele Comisiei pentru denumiri în administrația publică locală, în cadrul Prefecturii județului Mureș.

## Premii
Iulian Boldea a obținut numeroase premii, din studenție și până acum. Printre cele mai importante premii obținute, se numără: 
- Marele premiu al revistei “Astra”, 1988;
- Premiul pentru debut al revistei “Poesis”, 1994;
- Premiul de excelență al revistei „Ambasador”, 2004;
- Premiul Uniunii Scriitorilor din România, filiala Târgu-Mureș, în anii 2006, 2009 și 2011
- Premiul Uniunii Scriitorilor din România, filiala Târgu-Mureș, 2011,
- Premiul „Vasile Conta” al Academiei Române, 2011,
- Premiul „Lucian Blaga” al Academiei Române, 2013.

## Distincții
- Ordinul „Meritul pentru învățământ”, în grad de Ofițer, 2004;
- Cetățean de onoare al orașului Luduș (2012).

## Cărți publicate
Iulian Boldea a publicat numeroase cărți, a participat la redactarea unui număr important de lucrări colective și a participat la numeroase conferințe în țară și străinătate. Este membru în colegiul de redacție al mai multor publicații științifice românești și străine. 
- 1994 - Carte de vise, versuri. Debut editorial, Editura Ardealul, Târgu-Mureș.
- 1996 - Metamorfozele textului (Orientări în literatura română de azi), Editura Ardealul, Târgu-Mureș.
- 1998 - Fața și reversul textului (I.L.Caragiale și Mateiu I. Caragiale), Editura Ardealul, Târgu-Mureș.
- 1998 - Dimensiuni critice, Editura Universității ”Petru Maior”, Târgu-Mureș.
- 2000 - Timp și temporalitate în opera lui Eminescu, Editura Ardealul, Târgu-Mureș.
- 2000 - Ana Blandiana, monografie critică, Editura Aula, Brașov.
- 2002 - Simbolism, modernism, tradiționalism, avangardă, Editura Aula, Brașov.
- 2002 - Poezia clasică și romantică, Editura Aula, Brașov.
- 2002 - Scriitori români contemporani, Editura Ardealul, Târgu-Mureș.
- 2005 - Poezia neomodernistă, Editura Aula, Brașov.
- 2005 - Vârstele criticii, Editura Paralela 45, Pitești.
- 2005 - Istoria didactică a poeziei românești, Editura Aula, Brașov.
- 2006 - Poeți români postmoderni, Editura Ardealul, Târgu-Mureș.
- 2008 - Teme și variațiuni, Editura Ideea Europeană, București.
- 2010 - Aproximații, Editura Contemporanul, București.
- 2011 - Romanian Literary Perspectives and European Confluences, Edition Asymetria, Elancourt, France.
- 2011 - Critici români contemporani, Editura Universității ”Petru Maior”, Târgu-Mureș.
- 2011 - De la modernism și postmodernism, Editura Universității ”Petru Maior”, Târgu-Mureș.
- 2011 - Geometriile umbrei, Editura Dacia XXI, Cluj-Napoca.

## Antologii, dicționare
Iulian Boldea este prezent în mai multe antologii de poezie: ”Ceasul de flori. Antologie de poezie târgumureșeană”, Editura Tipomur, 2001; ”Îmblânzitorul de timp. Antologie de poezie mureșeană”, Editura Tipomur, 2003; ”Poeții revistei Echinox. Antologie (1968-2003)” de Ion Pop, Editura Dacia, 2004; ”Antologia poeților ardeleni contemporani”, Editura Ardealul, 2004; ”Efigii lirice”, Editura Ardealul, 2009; ”Din lirica românească de dragoste”, Editura Ardealul, 2010. Prezent, de asemenea, în numeroase dicționare: Ana Cosma, ”Scriitori români mureșeni” (2000); Ion Bogdan Lefter, ”Scriitori români din anii ’80-’90”(2000); Irina Petraș, ”Panorama criticii literare românești. Dicționar ilustrat”(2001); ”Dicționarul general al literaturii române” (2004), ”Dicționar Echinox” (2004), Aurel Sasu, ”Dicționarul biografic al literaturii române” (2006), Traian Vedinaș, ”Echinoxismul. Dicționar sintetic și antologic” (2006). A colaborat la Kindlers Literatur Lexikon (Metzler, Stuttgart/ Weimar, 2009).